# Cristo in casa di Marta e Maria (Vermeer)
Cristo in casa di Marta e Maria è un dipinto a olio su tela (160x142 cm) attribuito a Jan Vermeer, databile al 1656 circa e conservato nella National Gallery of Scotland di Edimburgo. L'opera è firmata "IV Meer" in basso a sinistra, seguito da una data leggibile forse come 1665 o 1656.

## Storia
Tra le opere dubitativamente attribuite alla produzione iniziale del pittore, assieme a Diana e le ninfe e la Santa Prassede, questa è quella che ha raccolto più consensi dalla critica.
Apparve sul mercato a fine Ottocento e nel 1901 fu restaurata ed esposta dai mercanti d'arte Forbes&Paterson di Londra, riscoprendo la firma. Nel catalogo dell'epoca, al n. 1, è ricordata come appartenente a William Allan Coats. La tela suscitò l'interesse del direttore Abraham Bredius e del vicedirettore Willem Martin della Mauritshuis che avevano nel loro museo un'opera con la stessa firma "Van der Meer", Diana e le ninfe, che all'epoca veniva incertamente attribuita al pittore Johan van der Meer di Utrecht, un omonimo di Vermeer di Delft che, quando la sua figura era ancora in ombra, veniva spesso chiamato in causa.
Poco dopo che l'erede di Coats lasciò il dipinto al museo di Edimburgo, Bredius formulò con entusiasmo l'attribuzione al Vermeer che oggi conosciamo, usando parole che saranno poco dissimili da quelle che, quarant'anni dopo, usò per accettare nel catalogo dell'artista la Cena in Emmaus del falsario Han van Meegeren.
Negli anni cinquanta uno studio più ragionato sulle opere di Vermeer come quello di Pieter T. A. Swillen, notando la diversità della firma da quelle ritenute autentiche e quella del formato e del tema religioso, escluse nettamente l'autografia. Tantomeno la stesura del colore, fluida e rapida, né lo sfondo approssimativo, appaiono ascrivibili al pittore, nonostante si registrino ancora opinioni contrarie come quella di Arthur K. Wheelock Jr che, ammettendo la distanza dalle opere più note di Vermeer, ipotizzava un periodo giovanile italianeggiante, del quale non esistono prove documentarie. Un'altra ipotesi, su basi puramente stilistiche, è che Vermeer possa essersi ispirato al pittore Erasmus Quellinus di passaggio verso Anversa.

## Descrizione e stile
Il soggetto dell'opera è l'episodio evangelico che narra la visita di Gesù nell'abitazione di Marta di Betania e della sorella Maria. Nel Vangelo secondo Luca 10,38-42 si narra di come le due sorelle accolgano Gesù in casa, ma mentre Marta si occupa delle faccende domestiche, Maria si siede ad ascoltare la parola di Gesù. Marta se ne lamenta con Gesù, ma questi le risponde: «Marta, Marta, tu ti preoccupi e ti agiti per molte cose, ma una sola è la cosa di cui c'è bisogno. Maria si è scelta la parte migliore, che non le sarà tolta».
Gesù appare seduto sulla destra, mentre si volge per parlare a Marta che si sporge dal tavolo, abbracciando un cesto col pane. Maria ascolta seduta in basso a sinistra, con la testa appoggiata alla mano e il gomito puntellato sull'anca. La prima donna rappresenta la vita attiva, mentre la seconda quella contemplativa, ovvero virtù terrena e spirituale. Il pane sarebbe simbolo dell'eucaristia e sottintenderebbe il messaggio che per ottenere la salvezza non basta la fede (rappresentata da Maria), ma servono anche le opere buone e gli atti di misericordia (Marta).
Un tappeto spunta come copritavola, coperto al centro da una tovaglia bianca. Sono stati rintracciati spunti e prestiti da vari altri pittori, che fanno pensare a una sorta di pastiche. I pittori più vicini a questo tipo di rappresentazione sono comunque i caravaggisti di Utrecht, quali Hendrick ter Brugghen e Abraham Bloemaert.